# Championnat d'Amérique masculin de rink hockey 2010
Navigation
Argentine 2008 Bolivie 2018
Le Championnat d'Amérique de rink hockey masculin 2010 est la troisième édition masculine de la compétition organisée par la Confédération sud-américaine de roller (Confederació Sud-americana del Patí, CSP). Il se dispute dans la ville catalane de Vic, entre le 21 et le 27 juin 2010. La compétition réunit les sélections nationales masculines de rink hockey d'Afrique du Sud, d'Allemagne, d'Argentine, du Brésil, de Catalogne, du Chili, du Costa Rica, des États-Unis, d'Équateur et d'Uruguay.
Tous les matchs de la sélection catalane sont diffusés par El 9 TV et El 9 FM,,,. La demi-finale et la finale jouées par la Catalogne sont également retransmis à la Televisió de Catalunya.

## Participants
| Équipes        |
| -------------- |
| Afrique du Sud |
| Allemagne      |
| Argentine      |
| Brésil         |
| Catalogne      |
| Chili          |
| Costa Rica     |
| États-Unis     |
| Équateur       |
| Uruguay        |

### Catalogne
| N°          | Nom              | Poste         | Club         |
| ----------- | ---------------- | ------------- | ------------ |
| -           | Sergi Fernández  | Gardien       | CP Vic       |
| -           | Romà Bancells    | Défenseur     | CP Vic       |
| -           | Jordi Bargalló   | Attaquant     | HC Liceo     |
| -           | Marc Gual        | Milieu        | HC Liceo     |
| -           | Mia Ordeig       | Défenseur     | FC Barcelone |
| -           | Sergi Panadero   | Attaquant     | FC Barcelone |
| -           | "Titi" Roca      | Attaquant     | CP Vic       |
| -           | Roger Rocasalbas | Défenseur     | CP Vilanova  |
| -           | Marc Torra       | Attaquant     | CP Vic       |
| -           | Jaume Llaverola  | Gardien       | HC Liceo     |
| Entraineurs |                  |               |              |
| -           | Jordi Camps      | Sélectionneur |              |

## Phase régulière

### Groupe A
| Rang | Équipe         | Pts | J | G | N | P | Bp | Bc | Diff |  | Résultats      |  |     |     |      |      |
| ---- | -------------- | --- | - | - | - | - | -- | -- | ---- |  | -------------- |  | --- | --- | ---- | ---- |
| 1    | Argentine      | 12  | 4 | 4 | 0 | 0 | 35 | 9  | +26  |  | Argentine      |  | 8-7 | 5-1 | 11-0 | 11-1 |
| 2    | Brésil         | 9   | 4 | 3 | 0 | 1 | 29 | 15 | +14  |  | Brésil         |  |     | 5-3 | 10-1 | 7-3  |
| 3    | Allemagne      | 6   | 4 | 2 | 0 | 2 | 18 | 15 | +3   |  | Allemagne      |  |     |     | 9-1  | 5-4  |
| 4    | Afrique du Sud | 3   | 4 | 1 | 0 | 3 | 5  | 32 | -27  |  | Afrique du Sud |  |     |     |      | 3-2  |
| 5    | États-Unis     | 0   | 4 | 0 | 0 | 4 | 10 | 26 | -16  |  | États-Unis     |  |     |     |      |      |

### Groupe B
| Rang | Équipe     | Pts | J | G | N | P | Bp | Bc | Diff |  | Résultats  |  |     |      |     |      |
| ---- | ---------- | --- | - | - | - | - | -- | -- | ---- |  | ---------- |  | --- | ---- | --- | ---- |
| 1    | Catalogne  | 12  | 4 | 0 | 0 | 0 | 27 | 4  | +23  |  | Catalogne  |  | 4-1 | 9-1  | 8-1 | 6-1  |
| 2    | Chili      | 9   | 4 | 3 | 0 | 1 | 31 | 7  | +24  |  | Chili      |  |     | 12-2 | 8-0 | 10-1 |
| 3    | Uruguay    | 6   | 4 | 2 | 0 | 2 | 22 | 22 | 0    |  | Uruguay    |  |     |      | 7-1 | 12-0 |
| 4    | Équateur   | 3   | 4 | 1 | 0 | 3 | 12 | 24 | -12  |  | Équateur   |  |     |      |     | 10-1 |
| 5    | Costa Rica | 0   | 4 | 0 | 0 | 4 | 3  | 38 | -35  |  | Costa Rica |  |     |      |     |      |

## Phase finale
|  | Demi-finales | Demi-finales |                        |   | Finale       | Finale       |
|  | Demi-finales | Demi-finales |                        |   | Finale       | Finale       |
|  |              |              |                        |   |              |              |
|  | 26 juin 2010 | 26 juin 2010 |                        |   | 27 juin 2010 | 27 juin 2010 |
|  | 26 juin 2010 | 26 juin 2010 |                        |   | 27 juin 2010 | 27 juin 2010 |
|  | Catalogne    | 9            |                        |   | 27 juin 2010 | 27 juin 2010 |
|  | Catalogne    | 9            |                        |   | 27 juin 2010 | 27 juin 2010 |
|  | Brésil       | 1            |                        |   | 27 juin 2010 | 27 juin 2010 |
|  | Brésil       | 1            | Catalogne              | 3 |              |              |
|  | 26 juin 2010 |              | Catalogne              | 3 |              |              |
|  |              | Argentine    | 0                      |   |              |              |
|  | Argentine    | Argentine    | 0                      | 6 |              |              |
|  | Argentine    |              |                        | 6 |              |              |
|  | Chili        | 2            |                        |   |              |              |
|  | Chili        | 2            | Match pour la 3e place |   |              |              |
|  |              |              |                        |   |              |              |
|  | 27 juin 2010 |              |                        |   |              |              |
|  |              |              |                        |   |              |              |
|  | Brésil       | 11           |                        |   |              |              |
|  | Brésil       | 11           |                        |   |              |              |
|  | Chili        | 3            |                        |   |              |              |
|  | Chili        | 3            |                        |   |              |              |

| Catalogne          |
| Champion Catalogne |

## Classement final
| Rang | Équipe         |
| ---- | -------------- |
| 1    | Catalogne      |
| 2    | Argentine      |
| 3    | Brésil         |
| 4    | Chili          |
| 5    | Allemagne      |
| 6    | Uruguay        |
| 7    | Afrique du Sud |
| 8    | Équateur       |
| 9    | États-Unis     |
| 10   | Costa Rica     |